# Tagino dei Bonacolsi
Tagino (Tomo) dei Bonacolsi (Mantova, XIII secolo – Ferrara, 1302) è stato un politico italiano.

## Biografia
Era figlio secondogenito di Pinamonte dei Bonacolsi, signore Mantova tra il 1206 e il 1293.
Designato dal padre a succedergli nel governo della città, provocò il disappunto e l'ira del fratello Bardellone che, nel 1291, con un colpo di mano esautorò Pinamonte, incarcerò il fratello Tagino e si proclamò signore di Mantova.
Nel 1298 Tagino venne richiamato dall'esilio e per un breve periodo partecipò col fratello Bardellone nel governo della città sino al 1299, anno in cui il nipote Guido, con l'aiuto degli Scaligeri di Verona, rovesciò il governo di Bardellone e prese il potere.
Tagino fu di nuovo cacciato e si rifugiò a Ferrara, dove morì nel 1302.

## Discendenza
Tagino ebbe tre figli:
- Sarraceno dei Bonacolsi
- Bertone[senza fonte]
- Filippone
- Obizzone

## Ascendenza
|                         |                       |                     | Genitori            |  |  | Nonni                 |  |  | Bisnonni               |  |
|                         |                       |                     |                     |  |  | Martino dei Bonacolsi |  |  | Gandolfo dei Bonacolsi |  |
|                         |                       |                     |                     |  |  | Martino dei Bonacolsi |  |  | Gandolfo dei Bonacolsi |  |
|                         |                       | Martasia Mozzi      |                     |  |  | Martino dei Bonacolsi |  |  |                        |  |
| Pinamonte dei Bonacolsi |                       |                     |                     |  |  | Martino dei Bonacolsi |  |  |                        |  |
|                         |                       | ...                 | ...                 |  |  |                       |  |  |                        |  |
|                         |                       | ...                 | ...                 |  |  |                       |  |  |                        |  |
|                         |                       | ...                 | ...                 |  |  |                       |  |  |                        |  |
| Tagino dei Bonacolsi    |                       | ...                 |                     |  |  |                       |  |  |                        |  |
|                         | Guido II da Correggio | ...                 |                     |  |  |                       |  |  |                        |  |
|                         | Guido II da Correggio | ...                 |                     |  |  |                       |  |  |                        |  |
|                         | Guido II da Correggio | ...                 |                     |  |  |                       |  |  |                        |  |
| ? Da Correggio          | Guido II da Correggio |                     |                     |  |  |                       |  |  |                        |  |
|                         |                       | Mabilia della Gente | Giberto della Gente |  |  |                       |  |  |                        |  |
|                         |                       | Mabilia della Gente | Giberto della Gente |  |  |                       |  |  |                        |  |
|                         |                       | Mabilia della Gente | ...                 |  |  |                       |  |  |                        |  |
|                         |                       | Mabilia della Gente |                     |  |  |                       |  |  |                        |  |